# 존 노드
존 노드(John Nord)는 WWF 링네임은 버저커(The Berzerker)라는 가지고 있다. 1959년 10월 18일 미국의 남자 프로레슬링선수다. 키는 204cm 몸무게는 147kg이다. 피니쉬는 인버티드 수플렉스 슬램, 펄링 파워슬램, 카멜 클러치로 사용을 한다.

## 수상
- 랭크드 루키 오프 더 이얼 1985
- PWI 랭크드 힘 # 422 오프 베스트 500 싱글즈 레슬링 드링 더 "PWI 이얼즈" 인 2003